# Triturus rudolfi
Triturus rudolfi é uma espécie de anfíbio caudado, endémico de Portugal. Foi distinguido de Triturus pygmaeus (presente no sul da Península Ibérica) em 2024, por características morfológicas e genéticas que os diferenciam, assim como pela ausência de hibridação entre os dois e com o seu parente próximo, T. marmoratus (presente no norte da Península Ibérica e sudoeste de França). Está distribuída em Portugal numa zona limitada a sul pelo Rio Tejo, a norte pelo Estuário do Rio Vouga, a oeste pelo Oceano Atlântico e a este pela presença das espécies congéneres, estando limitada a zonas dunares no norte e à península de Lisboa a sul.

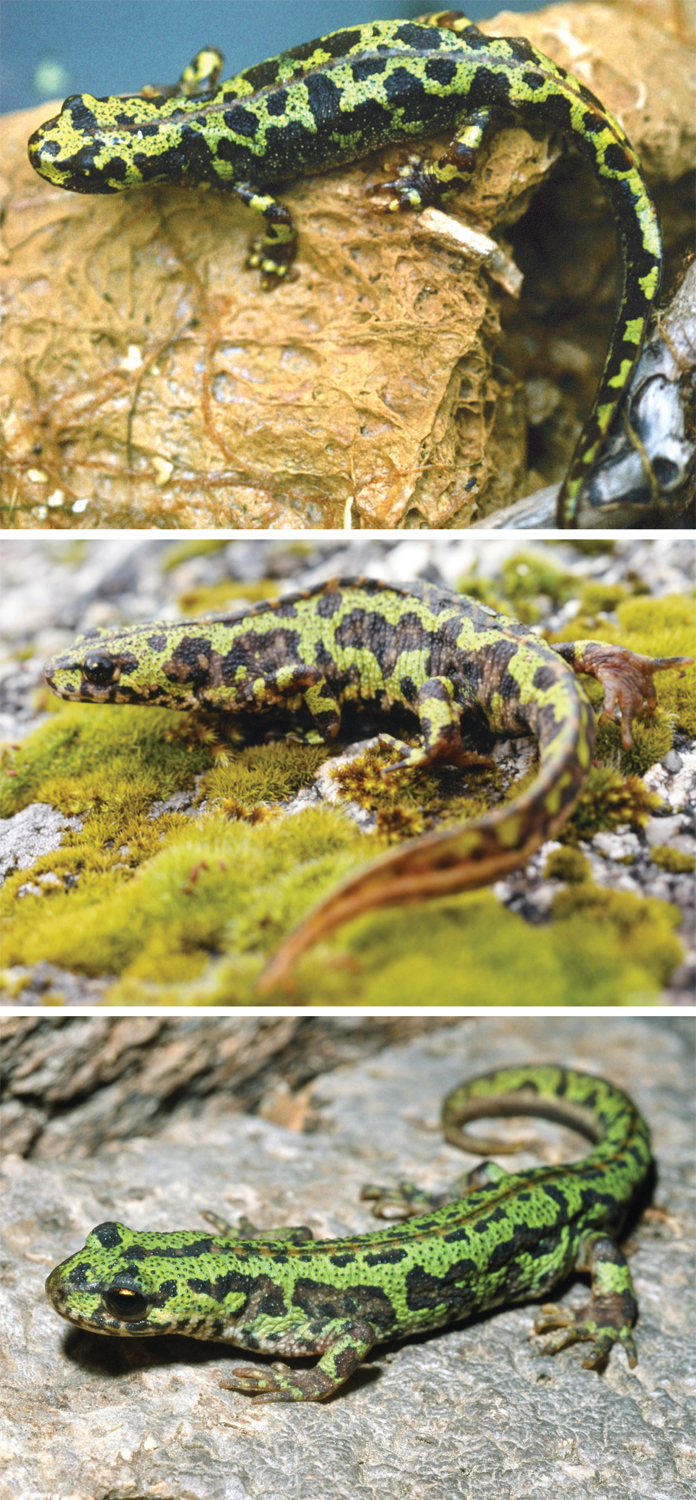
T. rudolfi da Serra de Sintra (cima) e da região de Colares e Janas (meio e baixo).

## Distribuição
T. rudolfi é endémico de Portugal, presente na península de Lisboa e em ambientes dunares até o Estuário do Rio Vouga. A oeste, está limitado pelo Oceano Atlântico, e a este pela presença de outras espécies semelhantes, T. marmoratus e T. pygmaeus. O limite entre "rudolfi" e "pygmaeus" coincide com o Rio Tejo, estando "rudolfi" na margem direita enquanto "pygmaeus" na margem esquerda. A localidade do Entroncamento parece ser a tríplice fronteira entre as três espécies.